# Gerald Edelman
Pour les articles homonymes, voir Edelman.
Gerald Maurice Edelman, né le 1er juillet 1929 à New York et mort le 17 mai 2014 à La Jolla est un biologiste américain.

## Biographie
Gerald Edelman fait ses études universitaires au Ursinus College (B.S.) et à la Perelman School of Medicine at the University of Pennsylvania (M.S.). Il obtient son doctorat (Ph.D.) à l'université Rockefeller.
Gerald Edelman a dirigé l'Institut de neurosciences à La Jolla en Californie.
En 1972, il a reçu le prix Nobel de médecine avec Rodney Porter pour ses recherches sur les anticorps : il établit la formule développée de la gammaglobuline.

### Famille
Gerald Edelman épouse Maxine Morrison (1930-2022), fille de Samuel et Doris Morrison.

## Travaux et œuvre
Gerald Edelman affirme en 2000 : « La conscience nous semble à la fois un mystère et une source de mystères. C'est l'une des cibles majeures du questionnement philosophique, mais elle n'a été admise au sein de la famille des objets scientifiques justifiant une investigation expérimentale que depuis peu de temps. »

## Conception de la conscience
Dans la seconde partie de sa carrière, Edelman s'est fait remarquer pour sa théorie de la conscience, exposée dans une trilogie de livres techniques suivis d'ouvrages ultérieurs destinés au grand public, dont Bright Air, Brilliant Fire (1992),, A Universe of Consciousness (2000, avec Giulio Tononi), Wider than the Sky (2004) et Second Nature : Brain Science and Human Knowledge (2007) qui ont été traduits en français,,,.
Dans Second Nature, Edelman définit la conscience humaine d'après l'expérience commune :

« C'est ce qu'on perd quand on plonge dans un lourd sommeil sans rêve [...] dans une anesthésie ou un coma profonds. [...] Dans l'état de conscience éveillée, on fait l'expérience d'une scène unitaire composée de réponses sensorielles variables - vue, ouïe et odorat, etc. - ainsi que d'images, de souvenirs, de tonalités affectives et d'émotions, du sens du vouloir ou de la capacité d'agir, d'un sentiment d'être situé et d'autres aspects de la conscience immédiate (awareness). Le fait d'être conscient est une expérience unitaire au sens où on ne peut à aucun moment être totalement conscient d'une chose seulement à l'exclusion complète des autres. »

— Trad. Jean-Luc Fidel - La science du cerveau et la connaissance p.26
Le premier des livres techniques d'Edelman, The Mindful Brain (1978), développe sa théorie du darwinisme neuronal, qui s'articule autour de l'idée de plasticité du réseau neuronal en réponse à l'environnement. Le deuxième livre, Topobiology (1988), propose une théorie sur la façon dont le réseau neuronal original du cerveau d'un nouveau-né est établi pendant le développement de l'embryon. The Remembered Present (1990) contient une exposition étendue de sa théorie de la conscience.

## Ouvrages
- avec V. Mountcastle, (en) The Mindful Brain, Cambridge, Mass., MIT Press, 1978
- avec E. Gall et M. Cowan (en) Dynamic Aspects of Neocortical Functions, New York, Wiley, 1984
- (en) Neural Darwinism. Selection Neural Groups Theory, New York, Wiley, 1987
- (en) Topobiology : An Introduction To Molecular Embryology, Basic Books, 1988 (ISBN 0465086349)
- (en) Remembered Present : A Biological Theory Of Consciousness, Basic Books, 1990 (ISBN 046506910X)
- (en) Bright Air, Brilliant Fire : On the Matter of the Mind, Basic Books, 1992
  - traduction française : Biologie de la conscience  (trad. Ana Gerschenfeld), Paris, Odile Jacob, 2008, 370 p. (ISBN 978-2-738-12071-7)
- avec Giulio Tononi, (en) A Universe of Conciousness : How matter becomes imagination, Basic Books, 2000
  - traduction française : Comment la matière devient conscience  (trad. Jean-Luc Fidel), Paris, Odile Jacob, 2000, 304 p. (ISBN 2-738-10808-3)
  - traduction italienne : (it) Un universo di coscienza : Come la materia diventa immaginazione, Turin, Einaudi, 2000
- (en) Wider than the sky : The Phenomenal Gift of Consciousness, Yale University Press, 2004
  - traduction française : Plus vaste que le ciel : Une nouvelle théorie générale du cerveau  (trad. Jean-Luc Fidel), Paris, Odile Jacob, 2004, 215 p. (ISBN 273811427X)
- (en) Second Nature : Brain Science and Human Knowledge, Yale University Press, 2007
  - traduction française : La science du cerveau et la connaissance  (trad. Jean-Luc Fidel), Paris, Odile Jacob, 2007, 199 p. (ISBN 978-2738119285)